# Agenzia nazionale di polizia

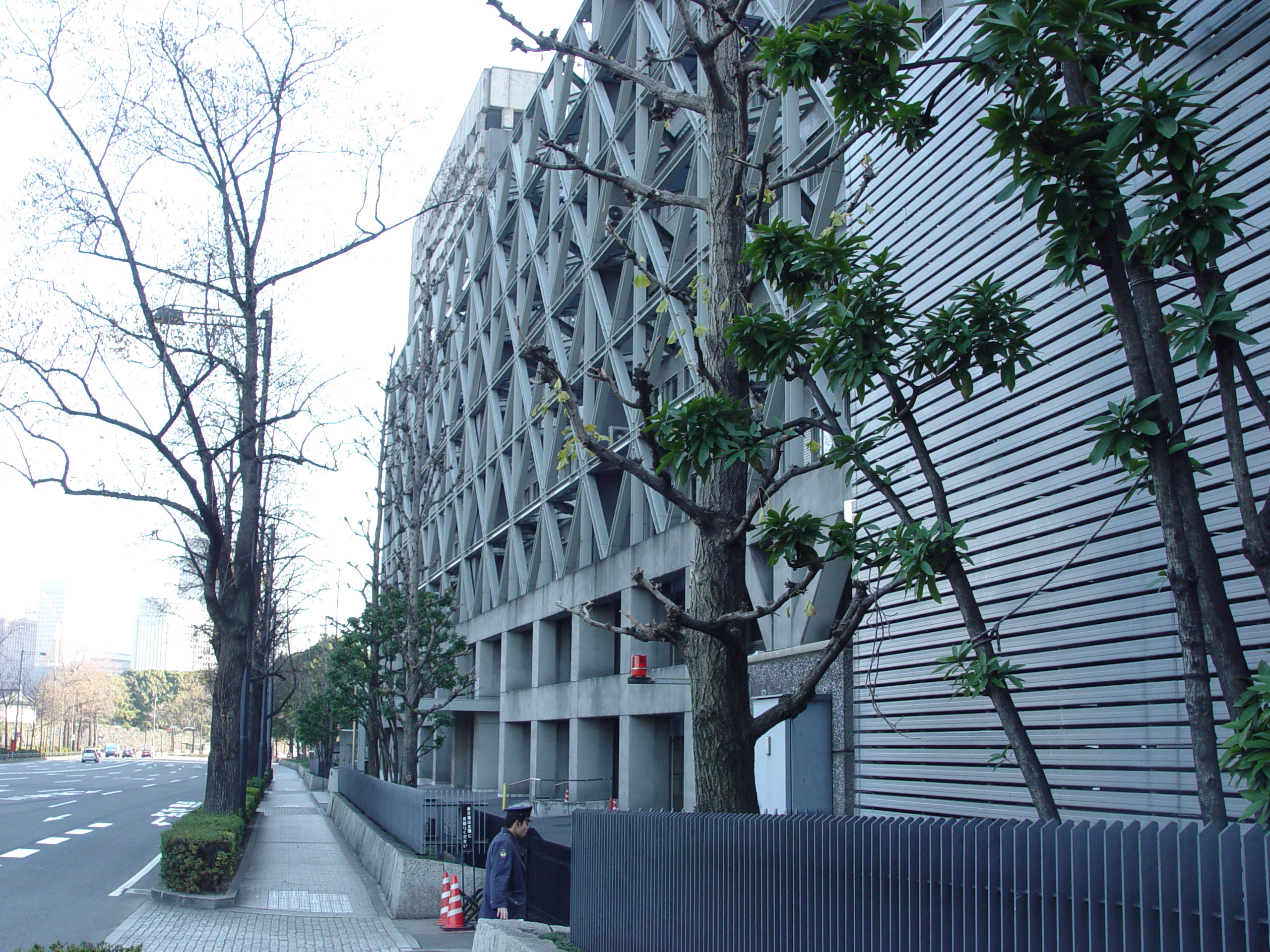
L'edificio dell'NPA

L'Agenzia nazionale di polizia (警察庁?, Keisatsu-chō), nota anche con la denominazione inglese National Police Agency (NPA), è un'agenzia governativa del Giappone amministrata dalla Commissione nazionale per la pubblica sicurezza, che funge da agenzia centrale di coordinamento del sistema di polizia giapponese.
Diversamente da altri organismi comparabili, come il Federal Bureau of Investigation degli Stati Uniti d'America, l'NPA non ha unità operative proprie. Il suo ruolo è invece quello di fissare direttive e politiche generali, sebbene in caso di emergenze nazionali o disastri su larga scala l'agenzia sia autorizzata a prendere il comando delle forze di polizia prefetturali.

## Storia
Le forze di polizia dell'Impero del Giappone furono poste sotto un controllo completamente centralizzato, con al centro l'Ufficio per gli affari di polizia (Keiho-kyoku?) del Ministero degli Interni. Ma dopo la resa del Giappone, il Comandante supremo delle forze alleate considerò questo sistema di polizia centralizzato come antidemocratico.
Durante l'occupazione, fu introdotto il principio del decentramento con la Legge di polizia del 1947. Le metropoli e le grandi città avevano i loro servizi di polizia municipale (自治体警察?, Jichitai Keisatsu), e la Polizia rurale nazionale (国家地方警察?, Kokka Chihō Keisatsu) era responsabile delle città minori, dei villaggi e delle aree rurali. Ma la maggior parte dei municipi giapponesi erano troppo piccoli per avere una grande forza di polizia, così a volte non erano in grado di affrontare violenze su larga scala. Per giunta, l'eccessiva frammentazione dell'organizzazione riduceva l'efficienza delle attività di polizia.
In risposta a questi problemi, una completa ristrutturazione creò un sistema più centralizzato in base alla Legge di polizia emendata del 1954. Tutte le unità operative furono riorganizzate in Dipartimenti di polizia prefetturali per ciascuna prefettura, e l'Agenzia nazionale di polizia fu stabilita come l'agenzia centrale di coordinamento di questi Dipartimenti di polizia.

## Organizzazione

### Direzione
Il Commissario generale dell'Agenzia nazionale di polizia (警察庁長官?, Keisatsu-chō Chōkan) è l'ufficiale di polizia di più alto grado del Giappone, considerato come un'eccezione rispetto alla struttura gerarchica regolare. Le funzioni di Vice Commissario generale (次長?, Jichō) sono svolte dal Commissario anziano. La Segreteria del Commissario generale (長官官房?, Chōkan Kanbō) fornisce i loro collaboratori. La direzione politica civile spetta alla Commissione nazionale per la pubblica sicurezza.

### Uffici interni

#### Ufficio per la sicurezza della comunità
L'Ufficio per la sicurezza della comunità (生活安全局?, Seikatsu Anzen-kyoku) è responsabile per la prevenzione del crimine, la lotta alla delinquenza giovanile e il controllo dell'inquinamento.
Questo ufficio fu derivato dalla Divisione di sicurezza dell'Ufficio per gli affari criminali nel 1994.
- Divisione per la pianificazione della sicurezza della comunità (生活安全企画課?)
- Divisione per gli affari di polizia della comunità (地域課?)
- Divisione giovanile (少年課?)
- Divisione di sicurezza (保安課?)
- Divisione per il cibercrimine (情報技術犯罪対策課?)
- Direttore per le indagini sui crimini economici (生活経済対策管理官?)

#### Ufficio per gli affari penali
L'Ufficio per gli affari penali (警察庁刑事局?, 刑事局, Keiji-kyoku) è incaricato delle ricerche statistiche e del coordinamento delle indagini criminali sui casi di importanza nazionale e internazionale.
- (Divisioni direttamente dipendenti)
  - Divisione per la pianificazione degli affari penali (刑事企画課?)
  - Prima divisione investigativa (捜査第一課?)
  - Seconda divisione investigativa (捜査第二課?)
  - Direttore per il supporto alle informazioni penali (捜査支援分析管理官?)
  - Direttore per l'identificazione criminale (犯罪鑑識官?)
- Dipartimento per il crimine organizzato (組織犯罪対策部?)
  - Divisione per la pianificazione delle politiche contro il crimine (組織犯罪対策企画課?)
  - Divisione per il crimine organizzato giapponese (暴力団対策課?)
  - Divisione per le droghe e le armi da fuoco (薬物銃器対策課?)
  - Direttore per le operazioni investigative internazionali (国際捜査管理官?)

#### Ufficio per il traffico
L'Ufficio per il traffico (警察庁交通局?, 交通局, Kōtsū-kyoku) è responsabile delle politiche e dei regolamenti in materia di traffico polizia stradale. Questo ufficio fu derivato dall'Ufficio per la sicurezza (保安局?, Hoan-kyoku) (poi fuso con l'Ufficio per gli affari criminali; predecessore dell'Ufficio per la sicurezza della comunità) nel 1962 per fronteggiare meglio l'alto numero di morti per incidenti stradali.
- Divisione per la pianificazione del traffico (交通企画課?)
- Divisione per l'attuazione del traffico (交通指導課?)
- Divisione per la gestione e il controllo del traffico (交通規制課?)
- Divisione per le licenze (運転免許課?)

#### Ufficio di sicurezza
L'Ufficio di sicurezza (警備局?, Keibi-kyoku) è incaricato degli affari della sicurezza interna, come il controspionaggio, l'antiterrorismo o la risposta ai disastri.
- (Divisioni direttamente dipendenti)
  - Divisione per la pianificazione della sicurezza (警備企画課?)
  - Divisione per la pubblica sicurezza (公安課?)
  - Divisione di sicurezza (警備課?)
- Dipartimento per gli affari esteri e le informazioni (外事情報部?)
  - Divisione per gli affari esteri (外事課?)
  - Divisione per l antiterrorismo internazionale (国際テロリズム対策課?)

#### Ufficio per le comunicazioni informatiche
L'Ufficio per le comunicazioni informatiche (情報通信局?, 情報通信局, Jōhō Tsūshin-kyoku) soprintende ai sistemi di comunicazione della polizia e alla lotta al ciberterrorismo.
- Divisione per la pianificazione delle comunicazioni informatiche (情報通信企画課?)
- Divisione per i sistemi informatici (情報管理課?)
- Dicisione per gli impianti di comunicazione (通信施設課?)
- Divisione per la tecnologia dei crimini ad alta tecnologia (情報技術解析課?)

### Uffici e Dipartimenti delle filiali locali

#### Uffici regionali di polizia
Ci sono sette Uffici regionali di polizia (管区警察局?, 管区警察局), ciascuno responsabile per un numero di prefetture come sotto indicato:
Ufficio regionale di polizia di Tōhoku (東北管区警察局?, 東北管区警察局, Tōhoku Kanku Keisatsu-kyoku)
Prefetture di Aomori, Iwate, Miyagi, Akita, Yamagata e Fukushima
Ufficio regionale di polizia di Kantō (関東管区警察局?, 関東管区警察局, Kantō Kanku Keisatsu-kyoku)
Prefetture di Ibaraki, Tochigi, Gunma, Saitama, Chiba, Kanagawa, Niigata, Yamanashi, Nagano e Shizuoka
Ufficio regionale di polizia di Chūbu (中部管区警察局?, 中部管区警察局, Chūbu Kanku Keisatsu-kyoku)
Prefetture di Toyama, Ishikawa, Fukui, Gifu, Aichi e Mie
Ufficio regionale di polizia di Kinki (近畿管区警察局?, 近畿管区警察局, Kinki Kanku Keisatsu-kyoku)
Prefetture di Shiga, Kyoto, Osaka, Hyogo, Nara e Wakayama
Ufficio regionale di polizia di Chūgoku (中国管区警察局?, 中国管区警察局, Chūgoku Kanku Keisatsu-kyoku)
Prefetture di Tottori, Shimane, Okayama, Hiroshima e Yamaguchi
Ufficio regionale di polizia di Shikoku (四国管区警察局?, 四国管区警察局, Shikoku Kanku Keisatsu-kyoku)
Prefetture di Tokushima, Kagawa, Ehime e Kochi
Ufficio regionale di polizia di Kyūshū (九州管区警察局?, 九州管区警察局, Kyūshū Kanku Keisatsu-kyoku)
Prefetture di Fukuoka, Saga, Nagasaki, Kumamoto, Oita, Miyazaki, Kagoshima e Okinawa
Sono ubicati nelle principali città di ciascuna regione geografica. Il Dipartimento della Polizia metropolitana di Tokyo e il Quartier generale della Polizia prefetturale di Hokkaido sono esclusi dalla giurisdizione degli URP. Guidato da un Commissario anziano,  ciascun URP esercita il controllo e la supervisione necessari e fornisce i servizi di supporto alla polizia prefetturale all'interno della sua giurisdizione, sotto l'autorità e gli ordini del Commissario generale dell'NPA.  Collegata a ciascun Ufficio regionale di polizia vi è una Scuola regionale di polizia che fornisce al personale di polizia l'istruzione e l'addestramento richiesti dalle varie mansioni.

#### Dipartimenti per le comunicazioni di polizia
La zona metropolitana di Tokyo e l'isola di Hokkaidō sono escluse dalle giurisdizioni regionali e sono gestite più autonomamente delle altre forze locali, nel caso di Tokyo, a causa della sua speciale situazione urbana, e in quello di Hokkaidō, a causa della sua peculiare geografia. L'Agenzia nazionale di polizia mantiene divisioni per le comunicazioni di polizia in queste due aree per gestire qualsiasi coordinamento richiesto tra forze nazionali e locali. Nelle altre aree, i Dipartimenti per le comunicazioni di polizia sono stabiliti all'interno di ciascun Ufficio regionale di polizia.
- Dipartimenti per le comunicazioni indipendenti
  - Dipartimento per le comunicazioni informatiche della Polizia metropolitana di Tokyo (東京都警察情報通信部?, Tōkyō-to Keisatsu Jōhō Tsūshin-bu)
  - Dipartimento per le comunicazioni informatiche di Hokkaido (北海道警察通信情報部?, Hokkaidō Keisatsu Tsūshin Jōhō-bu)

### Organi sussidiari
- Accademia nazionale di polizia (警察大学校?, Keisatsu Dai-gakkō)
- Istituto nazionale di ricerca della scienza di polizia (科学警察研究所?, Kagaku Keisatsu Kenkyū-sho)
- Quartier generale della Guardia imperiale (皇宮警察本部?, Kōgū-Keisatsu Honbu)

#### Guardia imperiale
Nel 1947 fu creato il Quartier generale della Polizia imperiale (皇宮警察本部?, Kōgū-Keisatsu Honbu) sotto il controllo del Ministero degli Interni dal Ministero della Casa Imperiale. Essa venne sotto l'egida dell'Agenzia nazionale di polizia del Giappone nel 1957. La Guardia imperiale fornisce la sicurezza per l'Imperatore, il Principe ereditario e gli altri membri della famiglia imperiale del Giappone, nonché la protezione delle proprietà imperiali, inclusi il Palazzo imperiale di Tokyo, il Palazzo imperiale di Kyoto, la Villa imperiale di Katsura, la Villa imperiale di Shugakuin (entrambe a Kyoto), il Repositorio imperiale di Shōsō-in a Nara e le ville imperiali di Hayama e Nasu.

## Mezzi aerei
| Aeromobile                       | Origine        | Tipo                             | Versione (denominazione locale) | In servizio (2020) | Note                            | Immagine |
| Elicotteri                       |                |                                  |                                 |                    |                                 |          |
| Airbus H135                      | Unione europea | elicottero da osservazione       | H135                            | 12                 | 4 H135 in ordine a luglio 2020. |          |
| Airbus Helicopters AS365 Dauphin | Unione europea | elicottero da osservazione       | AS 365H155                      | 64                 |                                 |          |
| Airbus H215                      | Unione europea | elicottero medio da osservazione | H215                            | 1                  | 1 H215 consegnato.              |          |
| Airbus H225                      | Unione europea | elicottero medio da osservazione | H225                            | 0                  | 3 H225 ordinati.                |          |